# رزمار کوئلیو نتو
رزمار کوئلیو نتو (انگلیسی: Rosemar Coelho Neto؛ زادهٔ ۲ ژانویهٔ ۱۹۷۷) ورزشکار دو و میدانی اهل برزیل است.